# Terramesnil
 Terramesnil  es una población y comuna francesa, en la región de Picardía, departamento de Somme, en el distrito de Amiens y cantón de Doullens.

## Demografía
| 271 | 290 | 279 | 280 | 246 | 230 | 269 |
| Para los censos de 1962 a 1999 la población legal corresponde a la población sin duplicidades (Fuente: INSEE [Consultar]) |     |     |     |     |     |     |